# ТЕС Бхандер
21°6′54″ пн. ш. 72°39′23″ сх. д. / 21.11500° пн. ш. 72.65639° сх. д.
ТЕС Бхандер – теплова електростанція на заході Індії у штаті Гуджарат. Споруджена власником металургійного комбінату компанією Essar  передусім задля забезпечення потреб цього підприємства (наразі комбінат викупив концерн ArcelorMittal).
В 2008 році на майданчику станції стали до ладу два енергоблоки комбінованого парогазового циклу:
- потужністю 155 МВт, в якому одна газова турбіна з показником 100 МВт живить через котел-утилізатор одну парову турбіну потужністю 55 МВт;
- потужністю 346 МВт, в якому дві газові турбіни з показниками 108 МВт та 110 МВт живлять через відповідну кількість котлів-утилізаторів одну парову турбіну з показником 128 МВт.
Основним паливом для станції є природний газ, проте вона також може  споживати суміш легких рідких вуглеводнів (naphtha). Варто відзначити, що ще у 1980-х роках на газопереробний завод Хазіра подали ресурс індійського походження із офшорного газового родовища Бассеін, втім, він призначається передусім для подальших поставок у північні районі країни по газопроводу Хазіра – Віджайпур. Для покриття дефіциту з середини 2000-х в Хазірі діє термінал для імпорту ЗПГ, проте ціни на постачений через нього газ залежать від ситуації на міжнародних ринках. В 2013-му їх зростання до рівня у понад 420 доларів США за тисячу кубічних метрів змусило Essar зупинити ТЕС Бхандер, про відновлення роботи якої стало можливим говорити лише за три роки, коли вартість ресурсу суттєво знизилась.
Для технологічних потреб станції використовують ресурс із річки Тапті та морську воду.
Можливо відзначити, що на сусідньому майданчику знаходиться ще одна споруджена Essar електростанція ТЕС Хазіра. Крім того, в районі Хазіри також працюють ТЕС Кавас та ТЕС Хазіра, споруджена компанією GSEG.